# Калининка (приток Туги)
Калининка — река в России, протекает по Ивановской области. Устье реки находится в 3,1 км по правому берегу реки Туга. Исток реки — в заболоченном овраге между населёнными пунктами Софроново и Хмельники Крапивновского сельского поселения Тейковского района Ивановской области. Длина реки составляет 11 км. Не судоходна.
Вдоль русла реки населённых пунктов нет. В среднем течении формирует границу между Ильинским и Тейковскими районами Ивановской области. Впадает в Тугу у деревни Мытищи Гаврилово-Посадского района.

## Данные водного реестра
По данным государственного водного реестра России относится к Окскому бассейновому округу, водохозяйственный участок реки — Нерль от истока и до устья, речной подбассейн реки — бассейны притоков Оки от Мокши до впадения в Волгу. Речной бассейн реки — Ока.
Код объекта в государственном водном реестре — 09010300812110000032548.